# Chapelle Saint-Germain de L'Isle-d'Abeau
La chapelle Saint-Germain est une chapelle située dans la commune de L'Isle d'Abeau dans le département français de l'Isère. L'édifice est inscrit au titre des monuments historiques le 27 avril 1954.

## Histoire
Plusieurs édifices se sont succédé sur l'emplacement de cette chapelle :

En premier lieu, un temple gallo-romain du Ier siècle ou IIe siècle. Celui-ci sera remplacé par une église dont on ne connaît pas la date de construction, mais qui a été remaniée autour du Xe siècle et XIe siècle. La chapelle actuelle a été construite à la fin de cette période à la suite de la destruction par un incendie de l’édifice carolingien. Une abside semi circulaire est ajoutée au XIVe siècle et la nef rectangulaire  est rehaussée et dallée au XVIIe siècle. Le culte n’est plus célébré depuis 1920.

## Description
Cette petite chapelle avec clocher-tour, clocheton et abside en hémicycle, reste désaffectée au XXIe siècle mais présente des céramiques qui permettent de situer par époque, son existence et son utilisation (du XIe siècle au XIXe siècle),.

## Localisation et accès
Cette chapelle est située sur le territoire de L'Isle d'Abeau, quartier de Saint-Germain, non loin des tracés la RD1006 (ex RN6) et de l'autoroute A 43.